# Nataniel (Kałajdżiew)
Nataniel, imię świeckie Ilija Iwanow Kałajdżiew (ur. 16 listopada 1952 w Kopriwlenie, zm. 16 listopada 2013 w Sofii) – bułgarski biskup prawosławny. 

## Życiorys
W 1968 wstąpił do Monasteru Trojańskiego jako posłusznik. Równocześnie rozpoczął naukę w sofijskim seminarium duchownym, które ukończył w 1975. 3 marca 1974 złożył w Monasterze Trojańskim wieczyste śluby mnisze przed metropolitą łoweckim Grzegorzem. 15 kwietnia 1974 został wyświęcony na hierodiakona, natomiast 13 kwietnia 1975 został hieromnichem. W tym samym roku rozpoczął wyższe studia teologiczne na Akademii Duchownej św. Klemensa z Ochrydy w Sofii. Od 1976 do 1980 kontynuował edukację na uniwersytecie w Atenach. Po jej ukończeniu w 1980 otrzymał godność archimandryty. W 1986 wyjechał do Ratyzbony na dalsze kształcenie teologiczne. Od 1986 do 1988 był proboszczem parafii św. Jana Rylskiego w Londynie. 
25 marca 1989 w soborze św. Aleksandra Newskiego w Sofii został wyświęcony na biskupa krupniskiego, wikariusza eparchii sofijskiej. W 1994 objął urząd metropolity newrokopskiego, zastępując metropolitę Pimena (Enewa), który wystąpił z Bułgarskiego Kościoła Prawosławnego i stanął na czele Synodu alternatywnego. 
W styczniu 2012 komisja badająca archiwa tajnych służb komunistycznej Bułgarii podała, że Nataniel (Kałajdżiew) był tajnym współpracownikiem KDS o pseudonimie Błagojew.
Zmarł na raka płuc po kilkuletniej chorobie. Został pochowany w cerkwi Zaśnięcia Matki Bożej we wsi Goce Dełczew.